# Fortaleza de Achipsé

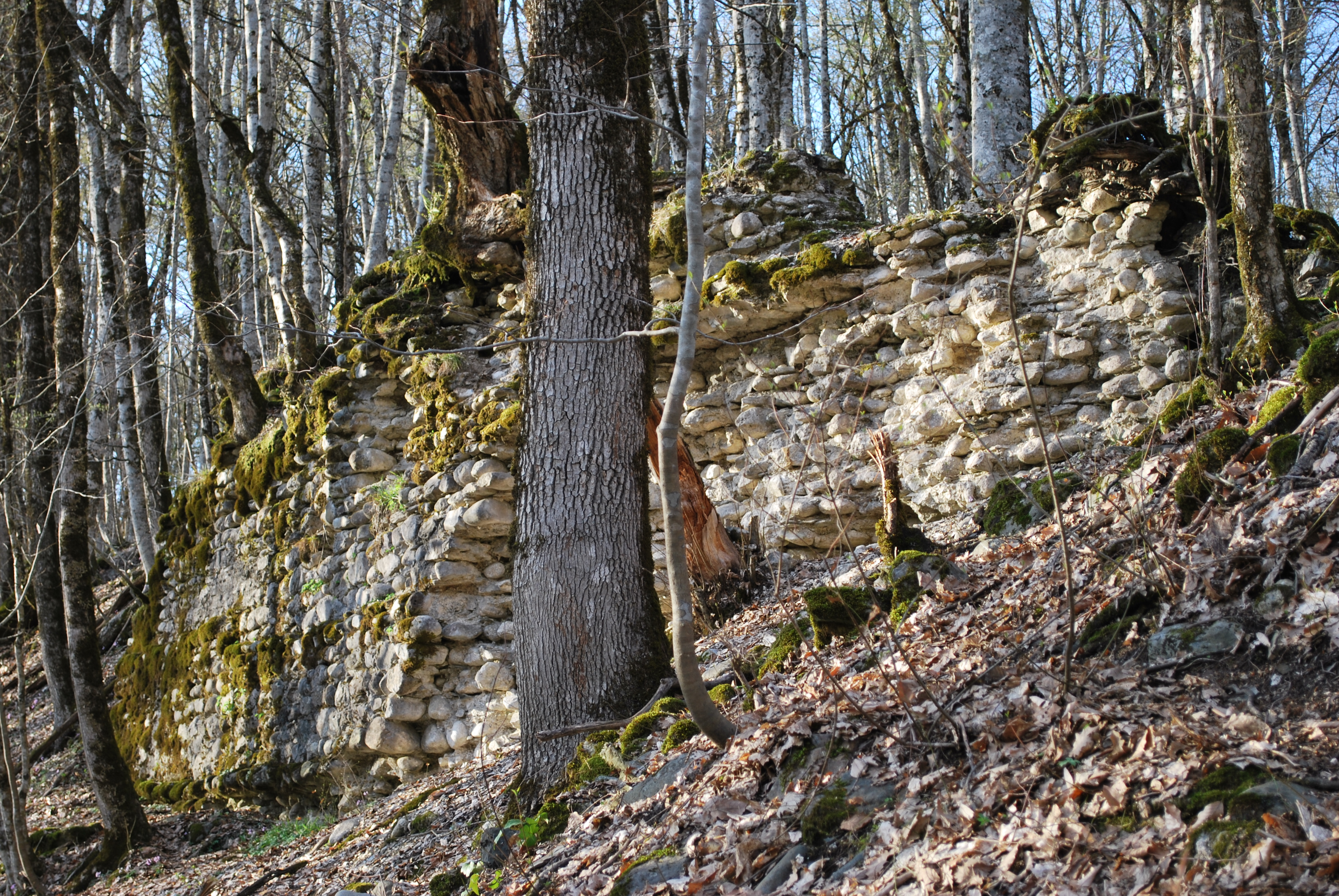
Sección sudeste del muro de la fortaleza.

La Fortaleza de Achipsé (del ruso: Кре́пость Ачипсе́) es un yacimiento arqueológico medieval (siglos VII-X), situado en la confluencia de los ríos Achipsé y río Mzymta, al norte de Estosadok, en las vertientes meridionales de la cordillera del Cáucaso Occidental. Se halla en el territorio administrativo del distrito de Ádler de la unidad municipal de la ciudad-balneario de Sochi, en el krai de Krasnodar del sur de Rusia. Es el yacimiento más grande de este tipo en la región de Krásnaya Poliana. Durante las excavaciones se hallaron numerosos restos de cerámica y vidrio, así como algunos objetos de metal.